# نهر كامايو
نهر كامايو هو رافد من روافد نهر سوكندري في ولاية الأمازون شمال غرب البرازيل .
يتدفق النهر من خلال 896,411 هكتار (2,215,080 أكر) في حديقة أكاري الوطنية التي أنشأتها الرئيسة ديلما روسيف في عام 2016. 